# Physokentia insolita
Physokentia insolita är en enhjärtbladig växtart som beskrevs av Harold Emery Moore. Physokentia insolita ingår i släktet Physokentia och familjen Arecaceae. Inga underarter finns listade i Catalogue of Life.